# Ira Remsen
Ira Remsen (10 de fevereiro de 1846 — 4 de março de 1927) foi um químico estadunidense.
Descobriu, com Constantin Fahlberg, o adoçante sacarina.

## Biografia
Ira Remsen nasceu em Nova York e ganhou um MD do Colégio de Médicos e Cirurgiões em 1867. Remsen estudou na Alemanha posteriormente, recebendo um Ph.D. da Universidade de Göttingen em 1870. Em 1872, depois de pesquisar pura química na Universidade de Tübingen, Remsen voltou para os Estados Unidos e tornou-se professor na Williams College, onde ele escreveu o texto popular, "Química Teórica". Livro e reputação da Remsen trouxe-o à atenção de Daniel Coit Gilman que o convidou para se tornar um dos professores original da Johns Hopkins University. Remsen aceito e fundou o departamento de química lá, supervisionando seu próprio laboratório. Em 1879 Remsen fundou a American Chemical Journal que editou por 35 anos.
Em 1879 Fahlberg, trabalhando com Remsen em uma capacidade de pós-doutorado, fez uma descoberta acidental que mudou a sua carreira. Fahlberg, na janta, sentiu um gosto amargo nos pãezinhos, sua mulher não sentiu nada de estranho, então ele viu que o gosto amargo estava em seus dedos. No dia seguinte ele experimentou alguns elementos usados por ele no dia anterior e viu que o elemento que tinha gosto amargo era a toluenesulfonamide que tinha sido oxidada. Ele nomeou a substância de Sacarina, ele e Remsen publicaram sua descoberta em 1880. Mais tarde Remsen ficou bravo com Fahlberg, que disse que havia descoberto a sacarina sozinho. Remsen não tinha interesses no sucesso comercial da sacarina, que Fahlberg havia lucrado, mas ele estava irritado com a desonestidade de Fahlberg, não creditando-o como o chefe de laboratório.
Ao longo de sua carreira acadêmica, Remsen era conhecido como um excelente professor, rigoroso em suas expectativas, mas paciente com os novatos. Suas palestras para iniciantes eram modelos de exposição didática, e muitos de seus alunos de pós-graduação devem muito de seu sucesso mais tarde em suas próprias salas de aula para a formação pedagógica recebida de presenças mediante palestras de Remsen para calouros.
Em 1901 Remsen foi nomeado o presidente da Johns Hopkins, onde ele ajudou a fundar uma Escola de Engenharia e ajudou a estabelecer a escola como uma universidade de pesquisa. Ele introduziu muitas das técnicas de laboratório alemão que tinha aprendido e escreveu vários livros de química importantes. Em 1912, ele deixou o cargo de presidente, devido a problemas de saúde, e retirou-se para Carmel, Califórnia.
Em 1923 recebeu a Medalha Priestley. Morreu em 4 de março de 1927.